# Arokpa
Arokpa est une localité située au sud-ouest de la Côte d'Ivoire, et appartenant au département de Sassandra, dans la région du Gbôklè (District du Bas-Sassandra, anciennement Région du Bas-Sassandra). La localité d'Arokpa est un chef-lieu de commune.